# São Sebastião (Alagoas)
São Sebastião é um município brasileiro localizado no sul do estado de Alagoas. Limita-se ao norte com o município de Arapiraca; ao sul, com Igreja Nova; a leste, com Teotônio Vilela; a oeste, com Feira Grande; a nordeste, com Junqueiro; a sudeste, com Penedo; a sudoeste, com Porto Real do Colégio; e a sudeste, com Coruripe. 

## Geografia
A sua população, estimada em 2018, era de 34 011 habitantes e sua área é de 307 km². A cidade situa-se numa ampla planície, ficando a 200 metros de altitude e distando 100 km de Maceió e 27 km de Arapiraca.
É o terceiro mais importante município do Agreste alagoano, localizando-se geograficamente no sul do estado. A área de influência direta do município atinge uma população de cerca de 300 000 habitantes.

## Administração
Seu prefeito atual é José Pacheco Filho, sendo eleito em 2016 para o seu quarto mandato, com mais de 56,31% dos votos válidos.

## Economia
A economia no município baseia-se no cultivo de mandioca, milho, fumo, amendoim, feijão, banana e laranja. O município apresenta também fontes de renda como a pecuária e o artesanato em geral, destacando a renda de bilro.

## Origem
A Origem da cidade de São Sebastião teve início com o povoamento Salomé, há mais ou menos 250 anos. “Salomé” originou-se da junção dos sons das palavras sal e mel, mercadorias transportadas pelos tropeiros que circulavam muito pela região. Por ser localizada em entroncamento bastante movimentado, próximo da divisa entre Alagoas/Sergipe e cidades prósperas como Penedo e Palmeira dos Índios. Tendo o tropeiro José Luiz fixado residência, constituído família e instalado no local uma hospedaria, sendo por muitos anos o único morador da região. A fertilidade das terras chamou a atenção de criadores e agricultores de outras regiões, descobrindo-se sua vocação para a agricultura. Desenvolveram-se as lavouras de algodão, fumo, amendoim (exportado em grande quantidade para Aracaju) e toda uma lavoura de subsistência. O povoado se desenvolveu; os proprietários de terra asseguravam o desenvolvimento do comércio; e os escravos nas festas difundiam viola e o berimbau. As mulheres distraiam-se jogando bilros e de suas mãos habilidosas surgiram belíssimas rendas, o que até hoje caracteriza o município como “terra das rendas de bilro”. Em 1890, foi construída a igreja de Nossa Senhora da Penha, padroeira da Cidade que se comemora em 8 de setembro. O progresso foi chegando de forma célebre, moradores ilustres como Manoel Dionísio, Belo, Manoel Jandaia, Padre Caetano, Manoel Correia, Antônio Abílio e outros se uniram para articular o desmembramento do povoado do município de Igreja Nova. Em 31 de maio de 1960 ocorreu a emancipação política, através da lei 2.229 e, em homenagem ao santo e ao governador da época Sebastião Muniz Falcão, foi dado ao povoado de Salomé o nome de São Sebastião.

## Povoamento
O início do povoado conhecido como Salomé (junto de sal e mel, produtos comercializados pelos viajantes) data de aproximadamente 250 anos, quando José Luiz, um tropeiro que viajava de Palmeira dos Índios a Penedo, resolveu morar no local. Abriu uma pequena casa de comércio, na qual hospedava pessoas que passavam por lá. Por muito tempo, José Luiz foi o único morador do local. Com o passar do tempo, outras pessoas acabaram fixando-se na região, passando a ser o tronco das famílias que formaram o povoado.
A fertilidade das terras chamou a atenção de criadores e agricultores de outras regiões; e em pouco tempo o povoado era um dos mais desenvolvidos, graças as muitas fazendas com dezenas de escravos que asseguravam o movimento do comércio. O desenvolvimento fez com que um grupo de moradores iniciasse a luta pela emancipação política, fato que seria concretizado no dia 31 de maio de 1960, através da Lei 2.229.

## Patrimônio natural
Serra das Porteiras, Grota da Gia, Morro da Gia, Vale da Perucaba, Serra da Marába, Reserva de Mata Atlântica, Bolívar do Valle Ferro, Aldeia Karapotó e Terra Nova.

## Espaços culturais
O Clube Municipal, onde acontecem suas atividades culturais, educativas e festivas.